# پل بیدل
پل بیدل، از عکاسان جهانی سورئال است.
پل بیدل متولد انگلستان است. وی با آثار چاپی خود، نمونه‌ای قابل توجه در عکاسی سورئال است. او در آثار خود از تکنیک‌های رایانه‌ای برای بیش تر مجلی ساختن آثارش بهره می‌برد.